# Madeiran Descendents in Suriname
Madeiran Descendents in Suriname (MadeiSu) is een Surinaamse belangenorganisatie voor Portugese Surinamers met voorouders uit Madeira.
MadeiSu werd op 15 oktober 2023 opgericht als vereniging met als voorzitter John Dos Ramos. Het doel is om de herdenking van de aankomst van Portugese contractarbeiders levend te houden. Dat was op 15 augustus 1853 met de schoener Brik Marvilha die 124 Portugezen uit Madeira aan wal bracht bij Nieuw-Amsterdam. Dankzij de oprichting van de vereniging maakten ook de Portugese Surinamers deel uit van de vieringen van de Nationale Commissie Jubileumjaren 2023 (NCJ).
De vereniging zet zich ook in voor meer aandacht voor de Portugese immigratie in het onderwijs. Toen de vereniging werd opgericht, kwamen Portugese immigranten wel in de schoolboeken aan bod, maar werd niet verteld dat zij de eerste contractarbeiders waren, nog voordat er contractarbeiders uit China aankwamen. De Portugezen hebben toen mogelijk samen met de slaafgemaakten op de plantages gewerkt, aldus Dos Ramos, omdat de afschaffing van de slavernij pas tien jaar later plaatsvond.
Daarnaast organiseert de vereniging activiteiten, zoals ter gelegenheid van de viering rond 15 augustus. Als voorzitter van de commissie herdenking 170 jaar Portugese immigratie uit Madeira onthulde Dos Ramos op 15 augustus 2023 met onder meer minister Henry Ori van Onderwijs, Wetenschap en Cultuur het plaquette voor 170 jaar Portugese immigratie, dicht bij de aanmeerplaats van 1853 in Nieuw-Amsterdam.

## Oprichtingsbestuur
Het oprichtingsbestuur bestond in 2023 uit:
- John dos Ramos, voorzitter
- Hubertus de Freytas, secretaris
- Ruben Mendonça, penningmeester
- Yolande d’Hamecourt-Pitti, commissaris
- Chantal Leckie-Kalaykhan, commissaris